# Koo Ja-cheol
Koo Ja-Cheol ((구자철?, 具滋哲?); Chungju, 27 febbraio 1989) è un calciatore sudcoreano, centrocampista del Jeju SK.

## Caratteristiche tecniche
Gioca ricoprendo la posizione di centrocampista, nella quale usa le sue capacità per costruire il gioco, le sue abilità non si limitano solo nel fornire assist vincenti, Ja-cheol è pure un bravo realizzatore, è dotato di potenza di tiro, talvolta è in grado di segnare calciando anche da fuori area. Annovera la capacità di segnare successo anche dal dischetto essendo un bravo rigorista.

## Carriera

### Club

#### Jeju Utd
È nel 2007 che inizia la sua carriera nel professionismo, con il clun del Jeju Utd, segna la sua prima rete con il gol del 2-1 battendo il l'Ulsan Hyundai. il 5 maggio 2009 sconfigge per 2-1 il Gyeongnam FC con un gol e un assist vincente, l'11 luglio dello stesso anno con la sua rete la squadra batte per 1-0 il Suwon Samsung. Nel 2010 segna cinque gol nella stagione, riesce a fare una rete sconfiggendo per 2-1 l'Ulsan Hyundai, realizza un altro gol battendo per 5-0 il Gangwon FC, la sua rete decide la vittoria su 1-0 contro il Daegu FC oltre a fare una doppietta prevalendo per 5-2 contro il Pohang Steelers.

#### Wolfsburg e Augusta
Il 12 febbraio 2011 esordisce in Bundesliga con il Wolfsburg perdendo per 1-0 contro l'Amburgo, nella sua esperienza con il Wolfsburg non segna nemmeno una rete. Viene ceduto in prestito all'Augusta, segna dei gol battendo per 2-1 sia il Colonia che il Magonza, e con la sua rete la squadra batte per 1-0 l'Amburgo. Il 20 gennaio 2013 segna la sua ultima rete per l'Augusta battendo per 3-2 il Fortuna Düsseldorf, ritorna poi a giocare brevemente per il Wolfsburg.

#### Magonza
Nel 2014 inizia a giocare per il Magonza, segna il suo primo gol con la rete del 2-0 battendo il Friburgo, nella Coppa di Germania in una partita molto combattuta contro il Chemnitz finita per 5-5 segna un gol nel secondo tempo, la partita si conclude ai rigore dove Ja-cheol segna dal dischetto benché il Magonza perda per 5-4. Nella stagione 2014-2015 della Bundesliga segna 6 gol, riesce a fare una rete battendo sia l'Augusta che il Colonia per 2-0, inoltre segna due rigori nella sconfitta per 3-2 contro il Bayer Leverkusen.

#### Ritorno all'Augusta
A partire dal 2015 riprende a giocare per l'Augusta, segna il gol del 4-0 battendo lo Stoccarda, con la sua rete la squadra batte per 1-0 contro l'Hannover 96, inoltre è autore di una tripletta pareggiando per 3-3 contro il Bayer Leverkusen. Nell'edizione 2014-2015 della Coppa di Germania segna un gol sconfiggendo per 2-0 il Ravensburg. Nel campionato tedesco, il 5 febbraio del 2017 riesce a segnare una rete battendo per 3-2 il Werder Brema, nel 2018 è autore di un gol battendo l'Eintracht per 3-0, e con la sua rete la squadra sconfigge per 1-0 l'Amburgo. Il suo ultimo gol per l'Augusta lo segna pareggiando per 2-2 con l'Hertha Berlino.

#### Al-Gharafa e Al-Khor
Si trasferisce in Qatar nel 2019 giocando con l'Al-Gharafa, segna il suo primo gol con la rete del 3-3 pareggiando con l'Al Wakrah. Segna il gol del 2-0 sconfiggendo l'Al-Rayyan, riesce a realizzare una rete anche nella vittoria per 4-2 contro l'Al-Sadd. L'edizione 2020-2021 della Qatar Stars League è l'ultima che Ja-cheol gioca con l'Al Gharafa, segna un gol battendo per 2-0 l'Al-Kharitiyath, riesce a fare un gol anche contro l'Al-Khor vincendo per 6-3 mentre l'ultima rete la mette a segno sconfiggendo per 5-1 l'Umm-Salal. Successivamente giocherà brevemente con l'Al-Khor prendendo parte solo a 11 partite.

#### Ritorno al Jeju Utd
Ritorna a giocare per il Jeju Utd nel 2022, il 23 ottobre segna una rete battendo per 2-1 l'Ulsan Hyundai. Nella stagione 2023 è stato messo in disparte in molte partite per via di un infortunio.

### Nazionale
Con la nazionale Under-19 gioca nel 2007 per le qualificazioni della Coppa d'Asia Under-19 il 6 novembre segna una tripletta nella vittoria per 28-0 contro il Guam. La Corea del Sud si qualifica per il campionato continentale arrivando tra le prime quattro squadra, cosa che vale la partecipazione al Mondiale Under-20 Egitto 2009, Ja-cheol gioca tutte le partite a tempo pieno, segna un gol battendo per 3-0 gli Stati Uniti.
Con la nazionale Under-23 prende parte ai Giochi asiatici nel 2010, segna due reti battendo per 4-0 la Giordania, la Corea del Sud conquista la medaglia di bronzo battendi per 4-3 l'Iran, partita nella quale Ja-cheol segna un gol. Con la nazionale olimpica gioca alle Olimpiadi Londra 2012, nel pareggio per 1-1 con la Gran Bretagna ai quarti di finale la Corea del Sud vince ai rigori per 5-4, uno dei quali segnati proprio da Ja-cheol, la Corea del Sud vince il bronzo battendo il Giappone, Ja-cheol segna il gol del 2-0.
La sua prima convocazione nella nazionale maggiore avviene il 17 febbraio 2008 nella vittoria per 3-2 contro la Cina. Il 9 dicembre 2010 segna la sua prima rete per la Corea del Sud perdendo per 4-2 in amichevole contro lo Zambia. Gioca nella Coppa d'Asia Qatar 2011, la Corea del Sud vince il bronzo e Ja-cheol ottiene il titolo di miglior marcatore, segna una doppietta battendo per 2-1 il Bahrein, riesce a fare un gol pareggiando per 1-1 contro l'Australia, riesce a fare un'altra rete battendo per 4-1 l'India, infine apre le marcature sconfiggendo per 3-2 l'Uzbekistan.
Si è distinto in varie partite amichevoli, il 7 giugno 2011 segna il gol del 2-1 battendo il Ghana, il 15 ottobre 2013 segna un rigore sconfiggendo per 3-1 il Mali mentre il 5 marzo 2014 con un suo assist Son Heung-min segna il gol del 2-0 riuscendo a vincere contro la Grecia.
Ancora una volta prende parte alla Coppa d'Asia, Australia 2015 si ritira però a metà torneo per via di un infortunio, vince l'argento, durante la partita contro l'Oman la squadra vince per merito di Ja-cheol dato che dal suo tiro il proprio compagno Cho Young-cheol segna con un tap-in la rete del 1-0.
In tutto, negli anni in cui ha giocato con la nazionale della Corea del Sus, Ja-cheol ha segnato in tutto 19 reti, l'ultima delle quali il 14 novembre 2017 pareggiando per 1-1 in amichevole contro la Serbia.

## Statistiche

### Cronologia presenze e reti in nazionale
| Cronologia completa delle presenze e delle reti in nazionale ― Corea del Sud | Cronologia completa delle presenze e delle reti in nazionale ― Corea del Sud | Cronologia completa delle presenze e delle reti in nazionale ― Corea del Sud | Cronologia completa delle presenze e delle reti in nazionale ― Corea del Sud | Cronologia completa delle presenze e delle reti in nazionale ― Corea del Sud | Cronologia completa delle presenze e delle reti in nazionale ― Corea del Sud | Cronologia completa delle presenze e delle reti in nazionale ― Corea del Sud | Cronologia completa delle presenze e delle reti in nazionale ― Corea del Sud |
| Data                                                                         | Città                                                                        | In casa                                                                      | Risultato                                                                    | Ospiti                                                                       | Competizione                                                                 | Reti                                                                         | Note                                                                         |
| ---------------------------------------------------------------------------- | ---------------------------------------------------------------------------- | ---------------------------------------------------------------------------- | ---------------------------------------------------------------------------- | ---------------------------------------------------------------------------- | ---------------------------------------------------------------------------- | ---------------------------------------------------------------------------- | ---------------------------------------------------------------------------- |
| 17-2-2008                                                                    | Chongqing                                                                    | Cina                                                                         | 2 – 3                                                                        | Corea del Sud                                                                | Coppa dell'Asia orientale 2008                                               | -                                                                            | 63’                                                                          |
| 23-2-2008                                                                    | Chongqing                                                                    | Giappone                                                                     | 1 – 1                                                                        | Corea del Sud                                                                | Coppa dell'Asia orientale 2008                                               | -                                                                            | 58’                                                                          |
| 9-1-2010                                                                     | Johannesburg                                                                 | Zambia                                                                       | 4 – 2                                                                        | Corea del Sud                                                                | Amichevole                                                                   | 1                                                                            | 64’                                                                          |
| 18-1-2010                                                                    | Malaga                                                                       | Finlandia                                                                    | 0 – 2                                                                        | Corea del Sud                                                                | Amichevole                                                                   | -                                                                            | 78’                                                                          |
| 22-1-2010                                                                    | Malaga                                                                       | Corea del Sud                                                                | 2 – 2                                                                        | Lettonia                                                                     | Amichevole                                                                   | -                                                                            | 72’                                                                          |
| 7-2-2010                                                                     | Tokyo                                                                        | Corea del Sud                                                                | 5 – 0                                                                        | Hong Kong                                                                    | Coppa dell'Asia orientale 2010                                               | 1                                                                            |                                                                              |
| 10-2-2010                                                                    | Tokyo                                                                        | Corea del Sud                                                                | 1 – 3                                                                        | Cina                                                                         | Coppa dell'Asia orientale 2010                                               | -                                                                            |                                                                              |
| 14-2-2010                                                                    | Tokyo                                                                        | Giappone                                                                     | 1 – 3                                                                        | Corea del Sud                                                                | Coppa dell'Asia orientale 2010                                               | -                                                                            | 56’                                                                          |
| 16-5-2010                                                                    | Seul                                                                         | Corea del Sud                                                                | 2 – 0                                                                        | Ecuador                                                                      | Amichevole                                                                   | -                                                                            | 73’                                                                          |
| 30-12-2010                                                                   | Abu Dhabi                                                                    | Siria                                                                        | 0 – 1                                                                        | Corea del Sud                                                                | Amichevole                                                                   | -                                                                            | 68’                                                                          |
| 10-1-2011                                                                    | Doha                                                                         | Corea del Sud                                                                | 2 – 1                                                                        | Bahrein                                                                      | Coppa d'Asia 2011 - 1º turno                                                 | 2                                                                            | 78’                                                                          |
| 14-1-2011                                                                    | Doha                                                                         | Australia                                                                    | 1 – 1                                                                        | Corea del Sud                                                                | Coppa d'Asia 2011 - 1º turno                                                 | 1                                                                            | 67’                                                                          |
| 18-1-2011                                                                    | Doha                                                                         | Corea del Sud                                                                | 4 – 1                                                                        | India                                                                        | Coppa d'Asia 2011 - 1º turno                                                 | 1                                                                            |                                                                              |
| 21-1-2011                                                                    | Doha                                                                         | Iran                                                                         | 0 – 1 dts                                                                    | Corea del Sud                                                                | Coppa d'Asia 2011 - Quarti                                                   | -                                                                            | 81’                                                                          |
| 25-1-2011                                                                    | Doha                                                                         | Giappone                                                                     | 2 – 2 dts (3-0 dtr)                                                          | Corea del Sud                                                                | Coppa d'Asia 2011 - Semifinale                                               | -                                                                            |                                                                              |
| 28-1-2011                                                                    | Doha                                                                         | Uzbekistan                                                                   | 2 – 3                                                                        | Corea del Sud                                                                | Coppa d'Asia 2011 - Finale 3º posto                                          | 1                                                                            | 53’                                                                          |
| 9-2-2011                                                                     | Trebisonda                                                                   | Turchia                                                                      | 0 – 0                                                                        | Corea del Sud                                                                | Amichevole                                                                   | -                                                                            | 59’ 83’                                                                      |
| 3-6-2011                                                                     | Seul                                                                         | Corea del Sud                                                                | 2 – 1                                                                        | Serbia                                                                       | Amichevole                                                                   | -                                                                            | 77’                                                                          |
| 7-6-2011                                                                     | Jeonju                                                                       | Corea del Sud                                                                | 2 – 1                                                                        | Ghana                                                                        | Amichevole                                                                   | 1                                                                            | 60’                                                                          |
| 10-8-2011                                                                    | Sapporo                                                                      | Giappone                                                                     | 3 – 0                                                                        | Corea del Sud                                                                | Amichevole                                                                   | -                                                                            |                                                                              |
| 2-9-2011                                                                     | Goyang                                                                       | Corea del Sud                                                                | 6 – 0                                                                        | Libano                                                                       | Qual. Mondiali 2014                                                          | -                                                                            | 75’                                                                          |
| 6-9-2011                                                                     | Madinat al-Kuwait                                                            | Kuwait                                                                       | 1 – 1                                                                        | Corea del Sud                                                                | Qual. Mondiali 2014                                                          | -                                                                            | 79’                                                                          |
| 7-10-2011                                                                    | Seul                                                                         | Corea del Sud                                                                | 2 – 2                                                                        | Polonia                                                                      | Amichevole                                                                   | -                                                                            | 57’                                                                          |
| 11-10-2011                                                                   | Seul                                                                         | Corea del Sud                                                                | 2 – 1                                                                        | Emirati Arabi Uniti                                                          | Qual. Mondiali 2014                                                          | -                                                                            | 45’ 64’                                                                      |
| 11-11-2011                                                                   | Dubai                                                                        | Emirati Arabi Uniti                                                          | 0 – 2                                                                        | Corea del Sud                                                                | Qual. Mondiali 2014                                                          | -                                                                            |                                                                              |
| 15-11-2011                                                                   | Beirut                                                                       | Libano                                                                       | 2 – 1                                                                        | Corea del Sud                                                                | Qual. Mondiali 2014                                                          | 1                                                                            |                                                                              |
| 30-5-2012                                                                    | Berna                                                                        | Spagna                                                                       | 4 – 1                                                                        | Corea del Sud                                                                | Amichevole                                                                   | -                                                                            | 74’                                                                          |
| 8-6-2012                                                                     | Doha                                                                         | Qatar                                                                        | 1 – 4                                                                        | Corea del Sud                                                                | Qual. Mondiali 2014                                                          | -                                                                            | 56’                                                                          |
| 12-6-2012                                                                    | Goyang                                                                       | Corea del Sud                                                                | 3 – 0                                                                        | Libano                                                                       | Qual. Mondiali 2014                                                          | 1                                                                            | 21’                                                                          |
| 6-2-2013                                                                     | Londra                                                                       | Croazia                                                                      | 4 – 0                                                                        | Corea del Sud                                                                | Amichevole                                                                   | -                                                                            |                                                                              |
| 26-3-2013                                                                    | Seul                                                                         | Corea del Sud                                                                | 2 – 1                                                                        | Qatar                                                                        | Qual. Mondiali 2014                                                          | -                                                                            |                                                                              |
| 6-9-2013                                                                     | Incheon                                                                      | Corea del Sud                                                                | 4 – 1                                                                        | Haiti                                                                        | Amichevole                                                                   | 1                                                                            | 46’                                                                          |
| 10-9-2013                                                                    | Jeonju                                                                       | Corea del Sud                                                                | 1 – 2                                                                        | Croazia                                                                      | Amichevole                                                                   | -                                                                            | 78’                                                                          |
| 12-10-2013                                                                   | Seul                                                                         | Corea del Sud                                                                | 0 – 2                                                                        | Brasile                                                                      | Amichevole                                                                   | -                                                                            | 65’                                                                          |
| 15-10-2013                                                                   | Cheonan                                                                      | Corea del Sud                                                                | 3 – 1                                                                        | Mali                                                                         | Amichevole                                                                   | 1                                                                            | 53’                                                                          |
| 5-3-2014                                                                     | Atene                                                                        | Grecia                                                                       | 0 – 2                                                                        | Corea del Sud                                                                | Amichevole                                                                   | -                                                                            | 85’                                                                          |
| 28-5-2014                                                                    | Seul                                                                         | Corea del Sud                                                                | 0 – 1                                                                        | Tunisia                                                                      | Amichevole                                                                   | -                                                                            | 59’                                                                          |
| 10-6-2014                                                                    | Miami Gardens                                                                | Ghana                                                                        | 4 – 0                                                                        | Corea del Sud                                                                | Amichevole                                                                   | -                                                                            | 57’                                                                          |
| 17-6-2014                                                                    | Cuiabá                                                                       | Russia                                                                       | 1 – 1                                                                        | Corea del Sud                                                                | Mondiali 2014 - 1º turno                                                     | -                                                                            | cap. 90’                                                                     |
| 22-6-2014                                                                    | Porto Alegre                                                                 | Corea del Sud                                                                | 2 – 4                                                                        | Algeria                                                                      | Mondiali 2014 - 1º turno                                                     | 1                                                                            | cap.                                                                         |
| 26-6-2014                                                                    | San Paolo                                                                    | Corea del Sud                                                                | 0 – 1                                                                        | Belgio                                                                       | Mondiali 2014 - 1º turno                                                     | -                                                                            | cap.                                                                         |
| 14-11-2014                                                                   | Amman                                                                        | Giordania                                                                    | 0 – 1                                                                        | Corea del Sud                                                                | Amichevole                                                                   | -                                                                            | 83’                                                                          |
| 18-11-2014                                                                   | Teheran                                                                      | Iran                                                                         | 1 – 0                                                                        | Corea del Sud                                                                | Amichevole                                                                   | -                                                                            | 83’                                                                          |
| 4-1-2015                                                                     | Parramatta                                                                   | Arabia Saudita                                                               | 0 – 2                                                                        | Corea del Sud                                                                | Amichevole                                                                   | -                                                                            | 46’                                                                          |
| 10-1-2015                                                                    | Canberra                                                                     | Corea del Sud                                                                | 1 – 0                                                                        | Oman                                                                         | Coppa d'Asia 2015 - 1º turno                                                 | -                                                                            |                                                                              |
| 17-1-2015                                                                    | Brisbane                                                                     | Australia                                                                    | 0 – 1                                                                        | Corea del Sud                                                                | Coppa d'Asia 2015 - 1º turno                                                 | -                                                                            | 49’                                                                          |
| 27-3-2015                                                                    | Daejeon                                                                      | Corea del Sud                                                                | 1 – 1                                                                        | Uzbekistan                                                                   | Amichevole                                                                   | 1                                                                            | 61’                                                                          |
| 31-3-2015                                                                    | Seul                                                                         | Corea del Sud                                                                | 1 – 0                                                                        | Nuova Zelanda                                                                | Amichevole                                                                   | -                                                                            | 46’                                                                          |
| 8-9-2015                                                                     | Sidone                                                                       | Libano                                                                       | 0 – 3                                                                        | Corea del Sud                                                                | Qual. Mondiali 2018                                                          | -                                                                            |                                                                              |
| 8-10-2015                                                                    | Madinat al-Kuwait                                                            | Kuwait                                                                       | 0 – 1                                                                        | Corea del Sud                                                                | Qual. Mondiali 2018                                                          | 1                                                                            | 53’                                                                          |
| 13-10-2015                                                                   | Seul                                                                         | Corea del Sud                                                                | 3 – 0                                                                        | Giamaica                                                                     | Amichevole                                                                   | -                                                                            | 70’                                                                          |
| 12-11-2015                                                                   | Suwon                                                                        | Corea del Sud                                                                | 4 – 0                                                                        | Birmania                                                                     | Qual. Mondiali 2018                                                          | 1                                                                            | 35’ 77’                                                                      |
| 24-3-2016                                                                    | Ansan                                                                        | Corea del Sud                                                                | 1 – 0                                                                        | Libano                                                                       | Qual. Mondiali 2018                                                          | -                                                                            | 79’                                                                          |
| 1-9-2016                                                                     | Seul                                                                         | Corea del Sud                                                                | 3 – 2                                                                        | Cina                                                                         | Qual. Mondiali 2018                                                          | 1                                                                            | 79’                                                                          |
| 6-9-2016                                                                     | Seremban                                                                     | Siria                                                                        | 0 – 0                                                                        | Corea del Sud                                                                | Qual. Mondiali 2018                                                          | -                                                                            | 75’                                                                          |
| 6-10-2016                                                                    | Suwon                                                                        | Corea del Sud                                                                | 3 – 2                                                                        | Qatar                                                                        | Qual. Mondiali 2018                                                          | -                                                                            | 70’                                                                          |
| 11-10-2016                                                                   | Teheran                                                                      | Iran                                                                         | 1 – 0                                                                        | Corea del Sud                                                                | Qual. Mondiali 2018                                                          | -                                                                            | 76’                                                                          |
| 12-11-2016                                                                   | Cheonan                                                                      | Corea del Sud                                                                | 2 – 0                                                                        | Canada                                                                       | Amichevole                                                                   | -                                                                            | 46’                                                                          |
| 15-11-2016                                                                   | Seul                                                                         | Corea del Sud                                                                | 2 – 1                                                                        | Uzbekistan                                                                   | Qual. Mondiali 2018                                                          | 1                                                                            |                                                                              |
| 23-3-2017                                                                    | Changsha                                                                     | Cina                                                                         | 1 – 0                                                                        | Corea del Sud                                                                | Qual. Mondiali 2018                                                          | -                                                                            |                                                                              |
| 28-3-2017                                                                    | Seul                                                                         | Corea del Sud                                                                | 1 – 0                                                                        | Siria                                                                        | Qual. Mondiali 2018                                                          | -                                                                            | 86’                                                                          |
| 31-8-2017                                                                    | Seul                                                                         | Corea del Sud                                                                | 0 – 0                                                                        | Iran                                                                         | Qual. Mondiali 2018                                                          | -                                                                            |                                                                              |
| 5-9-2017                                                                     | Tashkent                                                                     | Uzbekistan                                                                   | 0 – 0                                                                        | Corea del Sud                                                                | Qual. Mondiali 2018                                                          | -                                                                            | 44’                                                                          |
| 7-10-2017                                                                    | Mosca                                                                        | Russia                                                                       | 4 – 2                                                                        | Corea del Sud                                                                | Amichevole                                                                   | -                                                                            | 70’                                                                          |
| 10-10-2017                                                                   | Bienne                                                                       | Corea del Sud                                                                | 1 – 3                                                                        | Marocco                                                                      | Amichevole                                                                   | -                                                                            | 62’                                                                          |
| 10-11-2017                                                                   | Suwon                                                                        | Corea del Sud                                                                | 2 – 1                                                                        | Colombia                                                                     | Amichevole                                                                   | -                                                                            | 82’                                                                          |
| 14-11-2017                                                                   | Ulsan                                                                        | Corea del Sud                                                                | 1 – 1                                                                        | Serbia                                                                       | Amichevole                                                                   | 1                                                                            | 70’                                                                          |
| 1-6-2018                                                                     | Jeonju                                                                       | Corea del Sud                                                                | 1 – 3                                                                        | Bosnia ed Erzegovina                                                         | Amichevole                                                                   | -                                                                            | 75’                                                                          |
| 7-6-2018                                                                     | Innsbruck                                                                    | Corea del Sud                                                                | 0 – 0                                                                        | Bolivia                                                                      | Amichevole                                                                   | -                                                                            | 71’                                                                          |
| 11-6-2018                                                                    | Grödig                                                                       | Corea del Sud                                                                | 0 – 2                                                                        | Senegal                                                                      | Amichevole                                                                   | -                                                                            |                                                                              |
| 18-6-2018                                                                    | Nižnij Novgorod                                                              | Svezia                                                                       | 1 – 0                                                                        | Corea del Sud                                                                | Mondiali 2018 - 1º turno                                                     | -                                                                            | 73’                                                                          |
| 27-6-2018                                                                    | Kazan'                                                                       | Corea del Sud                                                                | 2 – 0                                                                        | Germania                                                                     | Mondiali 2018 - 1º turno                                                     | -                                                                            | 56’                                                                          |
| 17-11-2018                                                                   | Brisbane                                                                     | Australia                                                                    | 1 – 1                                                                        | Corea del Sud                                                                | Amichevole                                                                   | -                                                                            | 46’                                                                          |
| 31-12-2018                                                                   | Abu Dhabi                                                                    | Arabia Saudita                                                               | 0 – 0                                                                        | Corea del Sud                                                                | Amichevole                                                                   | -                                                                            | 46’                                                                          |
| 7-1-2019                                                                     | Dubai                                                                        | Corea del Sud                                                                | 1 – 0                                                                        | Filippine                                                                    | Coppa d'Asia 2019 - 1º turno                                                 | -                                                                            | 64’                                                                          |
| 11-1-2019                                                                    | al-'Ayn                                                                      | Kirghizistan                                                                 | 0 – 1                                                                        | Corea del Sud                                                                | Coppa d'Asia 2019 - 1º turno                                                 | -                                                                            | 63’                                                                          |
| 16-1-2019                                                                    | Abu Dhabi                                                                    | Corea del Sud                                                                | 2 – 0                                                                        | Cina                                                                         | Coppa d'Asia 2019 - 1º turno                                                 | -                                                                            | 89’                                                                          |
| 25-1-2019                                                                    | Abu Dhabi                                                                    | Corea del Sud                                                                | 0 – 1                                                                        | Qatar                                                                        | Coppa d'Asia 2019 - Quarti di finale                                         | -                                                                            | 74’                                                                          |
| Totale                                                                       |                                                                              | Presenze                                                                     | 78                                                                           |                                                                              | Reti                                                                         | 19                                                                           |                                                                              |

## Palmarès

### Nazionale
- Coppa dell'Asia orientale: 1

2008
- Giochi asiatici: 1

2010
- Bronzo olimpico: 1

Londra 2012

### Individuale
- Capocannoniere della Coppa d'Asia: 1

2011 (5 gol)